# Seishi
Seishi, född 810, död 879, var Japans kejsarinna 827-833, gift med sin farbror kejsar Junna. 
Hon gifte sig med sin farbror kejsaren i ett arrangerat äktenskap vid sjutton års ålder 827. Paret fick tre barn. 
Hennes farbror-make abdikerade år 833. Antingen då hon blev änka 840, eller då hennes son avsattes som tronföljare 842, avgav hon nunnelöftena och gjorde sin döde makes palats till ett kloster. 
I sitt palatskloster gav hon lektioner om Lotus Sutra och tog hand om föräldralösa. 